# K-13
K-13 (v kódu NATO AA-2 Atoll) je sovětská protiletadlová řízená střela krátkého dosahu typu vzduch-vzduch s infračerveným pasivním naváděním. První varianty střely vznikly reverzním inženýrstvím okopírováním amerických řízených střel AIM-9 Sidewinder. Střela dosáhla značného rozšíření a byla nasazena v několika válečných konfliktech.

## Pozadí vzniku
V průběhu druhé tchajwanské krize roku 1958 vyzbrojilo americké námořnictvo stíhací letouny F-86 Sabre letectva Čínské republiky nejnovějšími protiletadlovými řízenými střelami AIM-9B Sidewinder, aby tak mohly účinněji čelit čínským stíhačkám MiG-17. Už při druhém střetu s využitím střel AIM-9B se stalo, že se jedna nevybuchlá střela zaklínila v trupu čínského MiGu-17 a byla posléze předána SSSR. Jelikož sovětské střely technologicky výrazně překonávala, bylo rozhodnuto zpětným inženýrstvím vyvinout sovětskou střelu obdobné kategorie (podle některých zdrojů k tomu napomohly rovněž výkresy dodané švédským vojenským atašé a agentem KGB Stigem Wennerströmem). Takto vzniklá střela byla do výzbroje zavedena v roce 1960 pod označením R-3 (či též K-13). V březnu 1962 pak byl zaveden vylepšený model R-3S (v kódu NATO AA-2 Atoll-A), vyvinutý experimentální konstrukční kanceláří OKB-134, pracující v rámci moskevského Závodu č. 134 (od roku 1967 Strojírenský závod Vympel) a vyráběný ve velkých sériích. V polovině 60. let pak byla zavedena verze K-13R (R-3R, v kódu NATO AA-2 Atoll-B) s poloaktivním radarovým naváděním, která byla protějškem Sidewinderů modelu AIM-9C.
Od listopadu 1967 byla OKB-134 pověřena vývojem nové verze střely s infračerveným naváděním K-13M (R-13M, v kódu NATO AA-2 Atoll-C), v zásadě odpovídající americkým AIM-9D. Střely měly mít především větší dosah a schopnost postřelovat cíle z přední polosféry. Jelikož byly americké střely AIM-9D nasazeny ve Vietnamské válce, sovětská vyhledávací skupina v oblasti dokázala nalézt řadu komponentů těchto střel, které byly v rámci vývoje K-13M náležitě prostudovány. Podnikové zkoušky střely proběhly v letech 1969–1971 a státní zkoušky proběhly do ledna 1973. Dne 3. ledna 1974 byla střela K-13M zavedena do výzbroje sovětského letectva.